# هيلموت شلومر
هيلموت شلومر (20 مايو 1893 - 18 أغسطس 1995) كان جنرالًا ألمانيًا في الفيرماخت خلال الحرب العالمية الثانية الذي قاد فيلق بانزر الرابع عشر. وقد حصل على وسام الفارس الصليبي الحديدي بأوراق البلوط لألمانيا النازية. تم أسره في معركة ستالينجراد في عام 1943.
في 29 يناير 1943، علم فريدريش باولوس أن «الفريق شلومر والجنرالات الآخرين استقبلوا مبعوثين من الجيش الأحمر وكانوا يتفاوضون بشأن استسلامهم».  أثناء وجوده في الأسر السوفيتية انضم إلى اللجنة الوطنية لألمانيا الحرة أو NKFD وتم إطلاق سراحه في عام 1949. 

## الجوائز والأوسمة
- مشبك الصليب الحديدي (1939) الدرجة الثانية (14 سبتمبر 1939) والدرجة الأولى (31 أكتوبر 1939) [3]
- وسام الفارس الصليبي الحديدي بأوراق البلوط
  - صليب الفارس في 2 أكتوبر 1941 بصفته أوبرست وقائد فرقة شوتزن فوج 5 [4]
  - 161 بأوراق البلوط في 23 ديسمبر 1942 بصفته الرائد وقائد 3. فرقة المشاة (م. ) [5]

### اقتباسات
1. ↑  Adam، Wilhelm؛ Ruhle، Otto (2015). With Paulus at Stalingrad. Pen and Sword Books Ltd. ص. 203. ISBN:9781473833869.
2. ↑  Kagachi، Chihiro (1977). The Military of Nazi Germany, Part II.
3. ↑  Thomas 1998, p. 261.
4. ↑  Fellgiebel 2000, p. 308.
5. ↑  Fellgiebel 2000, p. 57.

### قائمة المراجع
- Fellgiebel, Walther-Peer (2000) [1986]. Die Träger des Ritterkreuzes des Eisernen Kreuzes 1939–1945 — Die Inhaber der höchsten Auszeichnung des Zweiten Weltkrieges aller Wehrmachtteile [The Bearers of the Knight's Cross of the Iron Cross 1939–1945 — The Owners of the Highest Award of the Second World War of all Wehrmacht Branches] (بالألمانية). Friedberg, Germany: Podzun-Pallas. ISBN:978-3-7909-0284-6.
- Thomas, Franz (1998). Die Eichenlaubträger 1939–1945 Band 2: L–Z [The Oak Leaves Bearers 1939–1945 Volume 2: L–Z] (بالألمانية). Osnabrück, Germany: Biblio-Verlag. ISBN:978-3-7648-2300-9.

| مناصب عسكرية    | مناصب عسكرية                | مناصب عسكرية    |
| --------------- | --------------------------- | --------------- |
| سبقه {{{سبقه}}} | {{{العنوان}}} {{{الأعوام}}} | تبعه {{{تبعه}}} |
| سبقه {{{سبقه}}} | {{{العنوان}}} {{{الأعوام}}} | تبعه {{{تبعه}}} |